# Музей ДУ КАІ
Музей ДУ КАІ — музей історії повітроплавання та літакобудування в Україні. Знаходиться у першому корпусі Державного університету "Київський авіаційний інститут". Площа експозиції 350 кв.м.

## Історія музею
Музей історії Цивільної Авіації був створений у 1972 році на базі Київського інституту інженерів цивільної авіації (КІІЦА).
У 1988 році присвоєно звання «Народний музей».
До 70-річчя університету було оновлено експозиції музею. Сьогодні Музей ДУ КАІ є філією Державного музею авіації. У створенні експозицій активну участь брали керівники інститутів, кафедр та співробітники університету: В. У. Павлюченко, Ю. С. Урбанський, Є. А. Сапелюк, П. І. Власов, Я. Д. Шевченко, В. Г. Шевченко, О. Л. Лавриненко.
Розширенню експозицій музею в різні періоди сприяли ректори: М. Л. Голего, О. Ф. Аксьонов, П. В. Назаренко, В. П. Бабак, М. С. Кулик.

## Експозиції
Експозиція музею представлена на 28 стендах та 12 експозиційних тумбах. В історичній частині експозиції наведені матеріали, що висвітлюють події соціально-економічного життя Києва, які стали підґрунтям для відкриття вищого навчального закладу авіаційного профілю.
Фотодокументи, діаграми, експонати експозиції музею передають динаміку розвитку навчального закладу, розкривають потенціал наукових шкіл, що сформувались за десятиліття, розповідають про головні події студентського життя тих років — навчання, перші кроки у науці, спортивні досягнення, участь у фестивалях та в інших культурно-освітніх заходах.